# 10e étape du Tour d'Espagne 2020
Pour un article plus général, voir Tour d'Espagne 2020.
La 10e étape du Tour d'Espagne 2020 se déroule le vendredi 30 octobre 2020, de Castro Urdiales à Suances, sur une distance de 185 km.

## Résultats

### Classement de l'étape
| \| Classement de l'étape \| Classement de l'étape \| Classement de l'étape \| Classement de l'étape \| Classement de l'étape \| \| Coureur \| Coureur \| Pays \| Équipe \| Temps \| \| --------------------- \| --------------------- \| --------------------- \| ---------------------- \| --------------------- \| \| 1er \| Primož Roglič \| Slovénie \| Jumbo-Visma \| 4 h 14 min 11 s \| \| 2e \| Felix Großschartner \| Autriche \| Bora-Hansgrohe \| + 0 s \| \| 3e \| Andrea Bagioli \| Italie \| Deceuninck-Quick Step \| + 0 s \| \| 4e \| Alex Aranburu \| Espagne \| Astana \| + 0 s \| \| 5e \| Robert Stannard \| Australie \| Mitchelton-Scott \| + 0 s \| \| 6e \| Julien Simon \| France \| Total Direct Énergie \| + 0 s \| \| 7e \| Dan Martin \| Irlande \| Israel Start-Up Nation \| + 0 s \| \| 8e \| Guillaume Martin \| France \| Cofidis \| + 0 s \| \| 9e \| Jasper Philipsen \| Belgique \| UAE Team Emirates \| + 3 s \| \| 10e \| Magnus Cort Nielsen \| Danemark \| EF Pro Cycling \| + 3 s \| |                     |           |                        |                 |
| |                     |           |                        |                 |
| Source : ProCyclingStats |                     |           |                        |                 |
| Classement de l'étape |                     |           |                        |                 |
| Coureur | Coureur             | Pays      | Équipe                 | Temps           |
| 1er | Primož Roglič       | Slovénie  | Jumbo-Visma            | 4 h 14 min 11 s |
| 2e | Felix Großschartner | Autriche  | Bora-Hansgrohe         | + 0 s           |
| 3e | Andrea Bagioli      | Italie    | Deceuninck-Quick Step  | + 0 s           |
| 4e | Alex Aranburu       | Espagne   | Astana                 | + 0 s           |
| 5e | Robert Stannard     | Australie | Mitchelton-Scott       | + 0 s           |
| 6e | Julien Simon        | France    | Total Direct Énergie   | + 0 s           |
| 7e | Dan Martin          | Irlande   | Israel Start-Up Nation | + 0 s           |
| 8e | Guillaume Martin    | France    | Cofidis                | + 0 s           |
| 9e | Jasper Philipsen    | Belgique  | UAE Team Emirates      | + 3 s           |
| 10e | Magnus Cort Nielsen | Danemark  | EF Pro Cycling         | + 3 s           |

### Points attribués pour le classement par points
| Sprint intermédiaire Cabezón de la Sal (km 135,5) | Sprint intermédiaire Cabezón de la Sal (km 135,5) | Sprint intermédiaire Cabezón de la Sal (km 135,5) | Sprint intermédiaire Cabezón de la Sal (km 135,5) | Sprint intermédiaire Cabezón de la Sal (km 135,5) |
| ------------------------------------------------- | ------------------------------------------------- | ------------------------------------------------- | ------------------------------------------------- | ------------------------------------------------- |
|                                                   | Coureur                                           | Pays                                              | Équipe                                            | Point(s)                                          |
| 1er                                               | Brent Van Moer                                    | Belgique                                          | Lotto-Soudal                                      | 4                                                 |
| 2e                                                | Pim Ligthart                                      | Pays-Bas                                          | Total Direct Énergie                              | 2                                                 |
| 3e                                                | Jonathan Lastra                                   | Espagne                                           | Caja Rural-Seguros RGA                            | 1                                                 |
| modifier                                          |                                                   |                                                   |                                                   |                                                   |

| Arrivée d'étape Suances (km 185) | Arrivée d'étape Suances (km 185) | Arrivée d'étape Suances (km 185) | Arrivée d'étape Suances (km 185) | Arrivée d'étape Suances (km 185) |
| -------------------------------- | -------------------------------- | -------------------------------- | -------------------------------- | -------------------------------- |
|                                  | Coureur                          | Pays                             | Équipe                           | Point(s)                         |
| 1er                              | Primož Roglič                    | Slovénie                         | Jumbo-Visma                      | 25                               |
| 2e                               | Felix Großschartner              | Autriche                         | Bora-Hansgrohe                   | 20                               |
| 3e                               | Andrea Bagioli                   | Italie                           | Deceuninck-Quick Step            | 16                               |
| 4e                               | Alex Aranburu                    | Espagne                          | Astana                           | 14                               |
| 5e                               | Robert Stannard                  | Australie                        | Mitchelton-Scott                 | 12                               |
| 6e                               | Julien Simon                     | France                           | Total Direct Énergie             | 10                               |
| 7e                               | Dan Martin                       | Irlande                          | Israel Start-Up Nation           | 9                                |
| 8e                               | Guillaume Martin                 | France                           | Cofidis                          | 8                                |
| 9e                               | Jasper Philipsen                 | Belgique                         | UAE Emirates                     | 7                                |
| 10e                              | Magnus Cort Nielsen              | Danemark                         | EF Pro Cycling                   | 6                                |
| 11e                              | Dion Smith                       | Nouvelle-Zélande                 | Mitchelton-Scott                 | 5                                |
| 12e                              | Wout Poels                       | Pays-Bas                         | Bahrain-McLaren                  | 4                                |
| 13e                              | Dorian Godon                     | France                           | AG2R La Mondiale                 | 3                                |
| 14e                              | Richard Carapaz                  | Équateur                         | Ineos Grenadiers                 | 2                                |
| 15e                              | Aleksandr Vlasov                 | Russie                           | Astana                           | 1                                |
| modifier                         |                                  |                                  |                                  |                                  |

### Points attribués pour le classement du meilleur grimpeur
| \| Alto de San Cipriano (km 125,1) 3e catégorie (4,3 km à 5%) \| Alto de San Cipriano (km 125,1) 3e catégorie (4,3 km à 5%) \| Alto de San Cipriano (km 125,1) 3e catégorie (4,3 km à 5%) \| Alto de San Cipriano (km 125,1) 3e catégorie (4,3 km à 5%) \| Alto de San Cipriano (km 125,1) 3e catégorie (4,3 km à 5%) \| \| ---------------------------------------------------------- \| ---------------------------------------------------------- \| ---------------------------------------------------------- \| ---------------------------------------------------------- \| ---------------------------------------------------------- \| \| \| Coureur \| Pays \| Équipe \| Point(s) \| \| 1er \| Brent Van Moer \| Belgique \| Lotto-Soudal \| 3 \| \| 2e \| Alex Molenaar \| Pays-Bas \| Burgos-BH \| 2 \| \| 3e \| Pim Ligthart \| Pays-Bas \| Total Direct Énergie \| 1 \| \| modifier \| \| \| \| \| |                |          |                      |          |
| Alto de San Cipriano (km 125,1) 3e catégorie (4,3 km à 5%) |                |          |                      |          |
| | Coureur        | Pays     | Équipe               | Point(s) |
| 1er | Brent Van Moer | Belgique | Lotto-Soudal         | 3        |
| 2e | Alex Molenaar  | Pays-Bas | Burgos-BH            | 2        |
| 3e | Pim Ligthart   | Pays-Bas | Total Direct Énergie | 1        |
| modifier |                |          |                      |          |

### Bonifications
|   | Coureur         | Pays     | Équipe                 | Secondes |
| - | --------------- | -------- | ---------------------- | -------- |
| 1 | Brent Van Moer  | Belgique | Lotto-Soudal           | 3 s      |
| 2 | Pim Ligthart    | Pays-Bas | Total Direct Énergie   | 2 s      |
| 3 | Jonathan Lastra | Espagne  | Caja Rural-Seguros RGA | 1 s      |

|   | Coureur             | Pays     | Équipe                | Secondes |
| - | ------------------- | -------- | --------------------- | -------- |
| 1 | Primož Roglič       | Slovénie | Jumbo-Visma           | 10 s     |
| 2 | Felix Großschartner | Autriche | Bora-Hansgrohe        | 6 s      |
| 3 | Andrea Bagioli      | Italie   | Deceuninck-Quick Step | 4 s      |

## Classements à l'issue de l'étape

### Classement général
| \| Classement général \| Classement général \| Classement général \| Classement général \| Classement général \| \| Coureur \| Coureur \| Pays \| Équipe \| Temps \| \| ------------------ \| ------------------- \| ------------------ \| ---------------------- \| ------------------ \| \| 1er \| Primož Roglič \| Slovénie \| Jumbo-Visma \| 40 h 25 min 15 s \| \| 2e \| Richard Carapaz \| Équateur \| Ineos Grenadiers \| + 0 s \| \| 3e \| Dan Martin \| Irlande \| Israel Start-Up Nation \| + 25 s \| \| 4e \| Hugh Carthy \| Royaume-Uni \| EF Pro Cycling \| + 51 s \| \| 5e \| Enric Mas \| Espagne \| Movistar Team \| + 1 min 54 s \| \| 6e \| Felix Großschartner \| Autriche \| Bora-Hansgrohe \| + 3 min 19 s \| \| 7e \| Esteban Chaves \| Colombie \| Mitchelton-Scott \| + 3 min 28 s \| \| 8e \| Alejandro Valverde \| Espagne \| Movistar Team \| + 3 min 35 s \| \| 9e \| Wout Poels \| Pays-Bas \| Bahrain McLaren \| + 3 min 47 s \| \| 10e \| Marc Soler \| Espagne \| Movistar Team \| + 3 min 52 s \| |                     |             |                        |                  |
| |                     |             |                        |                  |
| Source : ProCyclingStats |                     |             |                        |                  |
| Classement général |                     |             |                        |                  |
| Coureur | Coureur             | Pays        | Équipe                 | Temps            |
| 1er | Primož Roglič       | Slovénie    | Jumbo-Visma            | 40 h 25 min 15 s |
| 2e | Richard Carapaz     | Équateur    | Ineos Grenadiers       | + 0 s            |
| 3e | Dan Martin          | Irlande     | Israel Start-Up Nation | + 25 s           |
| 4e | Hugh Carthy         | Royaume-Uni | EF Pro Cycling         | + 51 s           |
| 5e | Enric Mas           | Espagne     | Movistar Team          | + 1 min 54 s     |
| 6e | Felix Großschartner | Autriche    | Bora-Hansgrohe         | + 3 min 19 s     |
| 7e | Esteban Chaves      | Colombie    | Mitchelton-Scott       | + 3 min 28 s     |
| 8e | Alejandro Valverde  | Espagne     | Movistar Team          | + 3 min 35 s     |
| 9e | Wout Poels          | Pays-Bas    | Bahrain McLaren        | + 3 min 47 s     |
| 10e | Marc Soler          | Espagne     | Movistar Team          | + 3 min 52 s     |

| Classement par points | Classement par points | Classement par points | Classement par points  | Classement par points |
| Coureur               | Coureur               | Pays                  | Équipe                 | Points                |
| --------------------- | --------------------- | --------------------- | ---------------------- | --------------------- |
| 1er                   | Primož Roglič         | Slovénie              | Jumbo-Visma            | 129 pts               |
| 2e                    | Richard Carapaz       | Équateur              | Ineos Grenadiers       | 83 pts                |
| 3e                    | Dan Martin            | Irlande               | Israel Start-Up Nation | 82 pts                |
| 4e                    | Guillaume Martin      | France                | Cofidis                | 58 pts                |
| 5e                    | Felix Großschartner   | Autriche              | Bora-Hansgrohe         | 53 pts                |
| 6e                    | Michael Woods         | Canada                | EF Pro Cycling         | 45 pts                |
| 7e                    | Hugh Carthy           | Royaume-Uni           | EF Pro Cycling         | 45 pts                |
| 8e                    | Enric Mas             | Espagne               | Movistar Team          | 42 pts                |
| 9e                    | Jasper Philipsen      | Belgique              | UAE Team Emirates      | 41 pts                |
| 10e                   | Alejandro Valverde    | Espagne               | Movistar Team          | 40 pts                |

| Classement par points | Classement par points | Classement par points | Classement par points  | Classement par points |
| Coureur               | Coureur               | Pays                  | Équipe                 | Points                |
| --------------------- | --------------------- | --------------------- | ---------------------- | --------------------- |
| 1er                   | Primož Roglič         | Slovénie              | Jumbo-Visma            | 129 pts               |
| 2e                    | Richard Carapaz       | Équateur              | Ineos Grenadiers       | 83 pts                |
| 3e                    | Dan Martin            | Irlande               | Israel Start-Up Nation | 82 pts                |
| 4e                    | Guillaume Martin      | France                | Cofidis                | 58 pts                |
| 5e                    | Felix Großschartner   | Autriche              | Bora-Hansgrohe         | 53 pts                |
| 6e                    | Michael Woods         | Canada                | EF Pro Cycling         | 45 pts                |
| 7e                    | Hugh Carthy           | Royaume-Uni           | EF Pro Cycling         | 45 pts                |
| 8e                    | Enric Mas             | Espagne               | Movistar Team          | 42 pts                |
| 9e                    | Jasper Philipsen      | Belgique              | UAE Team Emirates      | 41 pts                |
| 10e                   | Alejandro Valverde    | Espagne               | Movistar Team          | 40 pts                |

| Classement de la montagne | Classement de la montagne | Classement de la montagne | Classement de la montagne | Classement de la montagne |
| Coureur                   | Coureur                   | Pays                      | Équipe                    | Points                    |
| ------------------------- | ------------------------- | ------------------------- | ------------------------- | ------------------------- |
| 1er                       | Guillaume Martin          | France                    | Cofidis                   | 27 pts                    |
| 2e                        | Sepp Kuss                 | États-Unis                | Jumbo-Visma               | 24 pts                    |
| 3e                        | Richard Carapaz           | Équateur                  | Ineos Grenadiers          | 24 pts                    |
| 4e                        | Dan Martin                | Irlande                   | Israel Start-Up Nation    | 20 pts                    |
| 5e                        | Tim Wellens               | Belgique                  | Lotto-Soudal              | 19 pts                    |
| 6e                        | Primož Roglič             | Slovénie                  | Jumbo-Visma               | 17 pts                    |
| 7e                        | Michael Woods             | Canada                    | EF Pro Cycling            | 16 pts                    |
| 8e                        | Ion Izagirre              | Espagne                   | Astana                    | 11 pts                    |
| 9e                        | Alejandro Valverde        | Espagne                   | Movistar Team             | 11 pts                    |
| 10e                       | Rémi Cavagna              | France                    | Deceuninck-Quick Step     | 6 pts                     |

| Classement de la montagne | Classement de la montagne | Classement de la montagne | Classement de la montagne | Classement de la montagne |
| Coureur                   | Coureur                   | Pays                      | Équipe                    | Points                    |
| ------------------------- | ------------------------- | ------------------------- | ------------------------- | ------------------------- |
| 1er                       | Guillaume Martin          | France                    | Cofidis                   | 27 pts                    |
| 2e                        | Sepp Kuss                 | États-Unis                | Jumbo-Visma               | 24 pts                    |
| 3e                        | Richard Carapaz           | Équateur                  | Ineos Grenadiers          | 24 pts                    |
| 4e                        | Dan Martin                | Irlande                   | Israel Start-Up Nation    | 20 pts                    |
| 5e                        | Tim Wellens               | Belgique                  | Lotto-Soudal              | 19 pts                    |
| 6e                        | Primož Roglič             | Slovénie                  | Jumbo-Visma               | 17 pts                    |
| 7e                        | Michael Woods             | Canada                    | EF Pro Cycling            | 16 pts                    |
| 8e                        | Ion Izagirre              | Espagne                   | Astana                    | 11 pts                    |
| 9e                        | Alejandro Valverde        | Espagne                   | Movistar Team             | 11 pts                    |
| 10e                       | Rémi Cavagna              | France                    | Deceuninck-Quick Step     | 6 pts                     |

| Classement du meilleur jeune | Classement du meilleur jeune | Classement du meilleur jeune | Classement du meilleur jeune | Classement du meilleur jeune |
| Coureur                      | Coureur                      | Pays                         | Équipe                       | Temps                        |
| ---------------------------- | ---------------------------- | ---------------------------- | ---------------------------- | ---------------------------- |
| 1er                          | Enric Mas                    | Espagne                      | Movistar Team                | 40 h 27 min 09 s             |
| 2e                           | David Gaudu                  | France                       | Groupama-FDJ                 | + 4 min 21 s                 |
| 3e                           | Aleksandr Vlasov             | Russie                       | Astana                       | + 4 min 58 s                 |
| 4e                           | Gino Mäder                   | Suisse                       | NTT Pro Cycling              | + 9 min 43 s                 |
| 5e                           | Kobe Goossens                | Belgique                     | Lotto-Soudal                 | + 17 min 17 s                |
| 6e                           | Georg Zimmermann             | Allemagne                    | CCC Team                     | + 21 min 09 s                |
| 7e                           | Clément Champoussin          | France                       | AG2R La Mondiale             | + 25 min 07 s                |
| 8e                           | William Barta                | États-Unis                   | CCC Team                     | + 32 min 24 s                |
| 9e                           | Iván Sosa                    | Colombie                     | Ineos Grenadiers             | + 36 min 17 s                |
| 10e                          | Andrea Bagioli               | Italie                       | Deceuninck-Quick Step        | + 37 min 18 s                |

| Classement du meilleur jeune | Classement du meilleur jeune | Classement du meilleur jeune | Classement du meilleur jeune | Classement du meilleur jeune |
| Coureur                      | Coureur                      | Pays                         | Équipe                       | Temps                        |
| ---------------------------- | ---------------------------- | ---------------------------- | ---------------------------- | ---------------------------- |
| 1er                          | Enric Mas                    | Espagne                      | Movistar Team                | 40 h 27 min 09 s             |
| 2e                           | David Gaudu                  | France                       | Groupama-FDJ                 | + 4 min 21 s                 |
| 3e                           | Aleksandr Vlasov             | Russie                       | Astana                       | + 4 min 58 s                 |
| 4e                           | Gino Mäder                   | Suisse                       | NTT Pro Cycling              | + 9 min 43 s                 |
| 5e                           | Kobe Goossens                | Belgique                     | Lotto-Soudal                 | + 17 min 17 s                |
| 6e                           | Georg Zimmermann             | Allemagne                    | CCC Team                     | + 21 min 09 s                |
| 7e                           | Clément Champoussin          | France                       | AG2R La Mondiale             | + 25 min 07 s                |
| 8e                           | William Barta                | États-Unis                   | CCC Team                     | + 32 min 24 s                |
| 9e                           | Iván Sosa                    | Colombie                     | Ineos Grenadiers             | + 36 min 17 s                |
| 10e                          | Andrea Bagioli               | Italie                       | Deceuninck-Quick Step        | + 37 min 18 s                |

| Classement par équipes | Classement par équipes | Classement par équipes | Classement par équipes |
| Équipe                 | Équipe                 | Pays                   | Temps                  |
| ---------------------- | ---------------------- | ---------------------- | ---------------------- |
| 1re                    | Movistar Team          | Espagne                | 121 h 25 min 21 s      |
| 2e                     | Jumbo-Visma            | Pays-Bas               | + 5 min 57 s           |
| 3e                     | Astana                 | Kazakhstan             | + 12 min 43 s          |
| 4e                     | UAE Team Emirates      | Émirats arabes unis    | + 14 min 21 s          |
| 5e                     | Mitchelton-Scott       | Australie              | + 28 min 19 s          |
| 6e                     | Cofidis                | France                 | + 48 min 36 s          |
| 7e                     | Ineos Grenadiers       | Royaume-Uni            | + 1 h 02 min 21 s      |
| 8e                     | Groupama-FDJ           | France                 | + 1 h 19 min 27 s      |
| 9e                     | EF Pro Cycling         | États-Unis             | + 1 h 35 min 48 s      |
| 10e                    | Trek-Segafredo         | États-Unis             | + 1 h 36 min 02 s      |

| Classement par équipes | Classement par équipes | Classement par équipes | Classement par équipes |
| Équipe                 | Équipe                 | Pays                   | Temps                  |
| ---------------------- | ---------------------- | ---------------------- | ---------------------- |
| 1re                    | Movistar Team          | Espagne                | 121 h 25 min 21 s      |
| 2e                     | Jumbo-Visma            | Pays-Bas               | + 5 min 57 s           |
| 3e                     | Astana                 | Kazakhstan             | + 12 min 43 s          |
| 4e                     | UAE Team Emirates      | Émirats arabes unis    | + 14 min 21 s          |
| 5e                     | Mitchelton-Scott       | Australie              | + 28 min 19 s          |
| 6e                     | Cofidis                | France                 | + 48 min 36 s          |
| 7e                     | Ineos Grenadiers       | Royaume-Uni            | + 1 h 02 min 21 s      |
| 8e                     | Groupama-FDJ           | France                 | + 1 h 19 min 27 s      |
| 9e                     | EF Pro Cycling         | États-Unis             | + 1 h 35 min 48 s      |
| 10e                    | Trek-Segafredo         | États-Unis             | + 1 h 36 min 02 s      |

## Prix de la Combativité
- Alex Molenaar (Burgos-BH)

## Abandons
Aucun abandon.